# Wyżni Apostolski Przechód
Wyżni Apostolski Przechód (niem. Apostelscharte B, słow. Vyšný apoštolský priechod, węg. Felső-Apostoli-átjáró, ok. 1870 m) – przełęcz w Grani Apostołów w polskich Tatrach Wysokich. Znajduje się między Apostołem III i Apostołem II.
Jest to najszersza przełęcz w całej grani Apostołów. Była też najczęściej odwiedzana przez taterników. Przechodzi przez nią droga wspinaczkowa będąca najszybszym sposobem dojścia od Apostołów do Morskiego Oka. Południowo-zachodnie stoki przełęczy opadają do Apostolskiego Kociołka, północne do Apostolskiej Depresji.
Obecnie Gran Apostołów znajduje się w zamkniętym dla turystów i taterników obszarze ochrony ścisłej Tatrzańskiego Parku Narodowego i TANAP-u. Na zachodnich (polskich) zboczach Żabiej Grani taternictwo można uprawiać na południe od Białczańskiej Przełęczy.
Autorem nazwy przełęczy jest Władysław Cywiński.